# Linda Knowles
Linda Knowles (Linda Yvonne Knowles, verheiratete Hedmark; * 28. April 1946) ist eine ehemalige britische Hochspringerin, die später für Schweden startete.
1962 gewann sie bei den Europameisterschaften in Belgrad Bronze und wurde für England startend bei den British Empire and Commonwealth Games in Perth Vierte.
Bei den Olympischen Spielen 1964 in Tokio schied sie in der Qualifikation aus. 1967 holte sie bei den Europäischen Hallenspielen in Prag und bei der Universiade Silber.
Nach ihrer Heirat mit dem Zehnkämpfer Lennart Hedmark kam sie bei den Europameisterschaften 1971 in Helsinki als Repräsentantin Schwedens auf den 23. Platz.
Einmal wurde sie Englische Meisterin in Freien (1967) und zweimal in der Halle (1963, 1967). 1970 und 1971 wurde sie Schwedische Meisterin im Hochsprung und 1973 im Fünfkampf. In der Halle holte sie im Hochsprung 1969, 1970 und 1971 den Schwedischen und 1970 den Norwegischen Meistertitel.
Ihre persönliche Bestleistung von 1,83 m stellte sie am 4. Juli 1971 in Gimo auf.